# Margelliantha burttii
Margelliantha burttii là một loài thực vật có hoa trong họ Lan. Loài này được (Summerh.) P.J.Cribb mô tả khoa học đầu tiên năm 1979.